# Борски Микулаш
Борски Микулаш (на словашки: Borský Mikuláš) е село в окръг Сеница, Търнавски край, западна Словакия. Населението му е 4020 души.
Разположено е на 197 m надморска височина, на 18 km югозападно от град Сеница. Площта му е 49,98 km². Кмет на селото е Роберт Мацек.